# Kidričevo

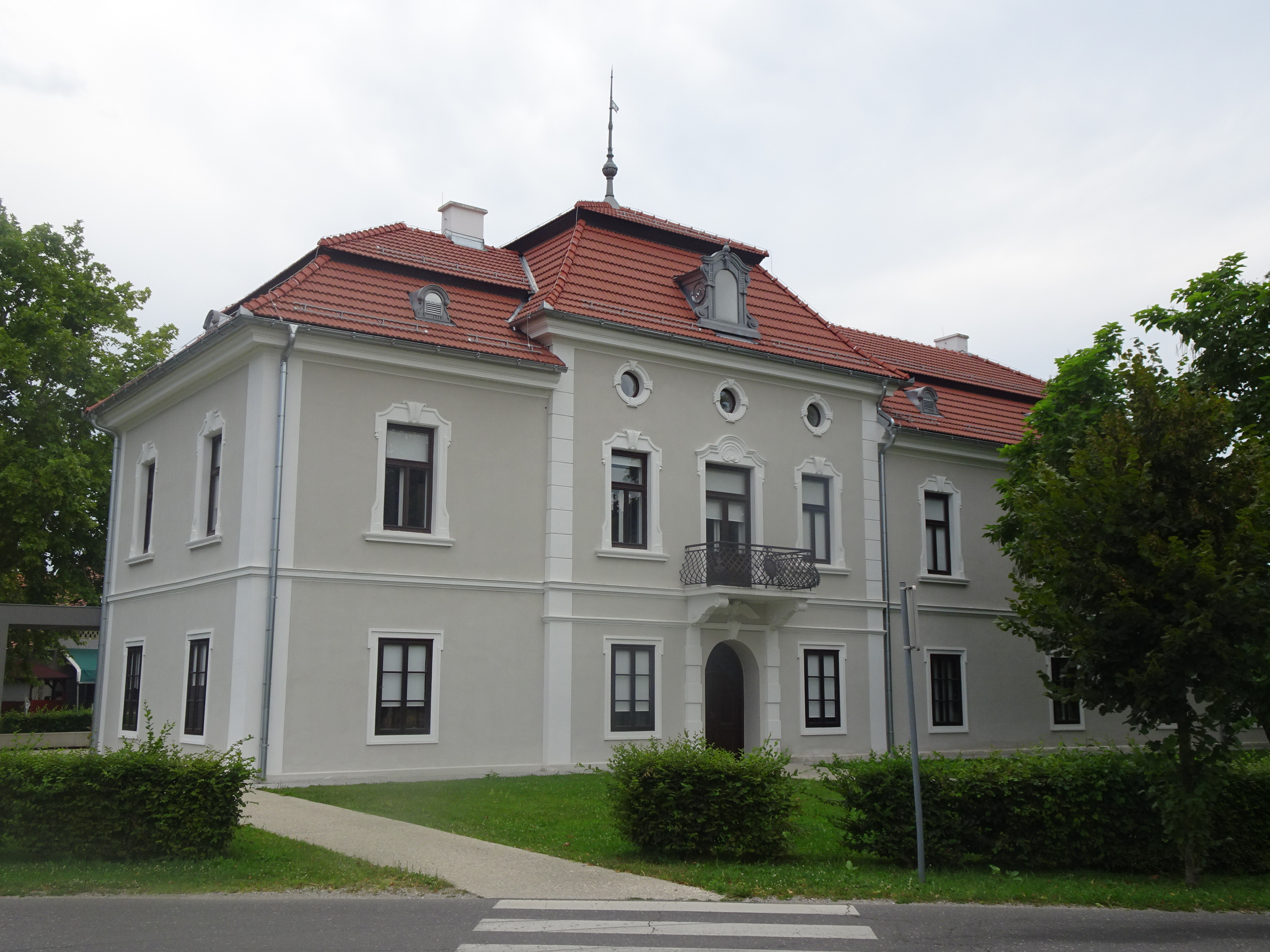
Dvorec Strnišče (Herrenhaus Sternthal) im historischen Zentrum von Kidričevo

Die Ortschaft Kidričevo (Deutsch, historisch: Sternthal) ist Hauptort und Verwaltungssitz der Gemeinde Kidričevo in Slowenien. Sie liegt in der historischen Landschaft Spodnja Štajerska (Untersteiermark), Region Podravska.

## Lage
Kidričevo liegt etwa 6 km südwestlich von Ptuj im Dravsko polje (Draufeld). Das Gemeindegebiet ist fast vollkommen flach und liegt auf etwa 230 bis 240 m. ü. A. Die Bahnstrecke Pragersko–Budapest verläuft durch das Gebiet von West nach Ost. An dieser befindet sich der Bahnhof Kidričevo sowie im Ortsteil Strnišče der gleichnamige Haltepunkt. Der Hauptort Kidričevo befindet sich am östlichen Rand der Kommune, während die meisten Dörfer entlang einer Regionalstraße liegen, die die Gemeinde von Westen nach Südosten durchzieht.

## Gutshaus Sternthal
Gutshaus Sternthal (slowenisch: Dvorec Strnišče, historisch: Dvorec Sternthal) wurde um 1870 vom Gutsbesitzer Graf Schöndorf errichtet. Der Bau des Herrenhauses markiert den Beginn der Entstehung der Siedlung Sternthal oder Strnišče, da es in diesem Gebiet früher nur Schafställe gab. Das Dorf Sternthal hatte 1890 nur 3 Häuser mit 19 Einwohnern und in den nächsten zwanzig Jahren blieb die Anzahl der Gebäude in der Gegend unverändert. Im Jahr 1896 kaufte Franc von Hellin aus Ptuj das Gut samt Gut mit einer Fläche von etwa 331 Hektar und ließ eine Schmalspurbahn bis zum Gebäude führen. Es war auf dem Weg zum Bahnhof Sternthal auf der Strecke Ptuj-Pragersko.
Im Jahr 1915 zog das Hauptquartier der österreichisch-ungarischen Militärverwaltung in das Herrenhaus ein. Auf dem gepachteten Grundstück begann man mit dem Bau eines Militärlazarettes und eines Lagers für Kriegsgefangene.
Nach dem Ende des Ersten Weltkriegs interessierte sich Franc Čuček, ein Champagnerproduzent und Grundbesitzer aus Ptuj, der die Eröffnung mehrerer Industriebetriebe in der Gegend plante, für den Kauf des Herrenhauses und des Anwesens. Alle seine Unternehmen gingen in den folgenden Jahren in Konkurs und am 22. August 1928 wurde Strnišče von der Volkskreditgesellschaft in Ljubljana als Hauptgläubiger übernommen.
Während der Besetzung im Jahr 1941 wurde das Herrenhaus zum Sitz der deutschen Militärführung. Diese begann mit dem Bau des Gefangenenlagers Sterntal auf dem Grundstück.

## Persönlichkeiten
- Timi Max Elšnik (* 1998), Fußballspieler